# باشگاه فوتبال یونیورسیتاتیا کلوژ
باشگاه فوتبال یونیورسیتاتیا کلوژ (انگلیسی: FC Universitatea Cluj) یک باشگاه فوتبال مستقر در کلوژ-نپوکا، رومانی است که در حال حاضر در لیگ دسته اول فوتبال رومانی، بالاترین سطح لیگ فوتبال در این کشور به فعالیت می‌پردازد.
زمین خانگی آن  ورزشگاه کلوژ آرنا است که در سال ۲۰۱۱ افتتاح شد و می تواند میزبان حدود ۳۰۰۰۰ تماشاگر باشد.

## رنگ‌ها و نمادها
بازیکنان و هواداران یو کلوژ، به نام Șepcile roșii ("کلاه قرمزها") از کلاه قرمزهایی که دانشجویان دانشگاه پزشکی کلوژ می پوشند، نامیده می شوند. این تیم به طور سنتی در لباس های سفید و مشکی بازی می کند، اگرچه در گذشته از رنگ های قرمز، قهوه ای و طلایی استفاده می شد.